# Crimplesham
Crimplesham is een civil parish in het bestuurlijke gebied King's Lynn en West Norfolk, in het Engelse graafschap Norfolk met 298 inwoners.